# Бесерм'яни
Бесерм'я́ни (самоназва — бєсєрман) — народ в Росії, що проживає на північному заході Удмуртії, а також в суміжних районах Кіровської області.

## Чисельність
Чисельність бесерм'ян налічує 3,1 тисячі осіб.
За переписом населення 1891 року у Росії проживало 10,8 тисячі бесерм'ян, у 1926 році їх кількість зменшилась до 10 тисяч осіб. Подальші переписи не виділяли бесерм'ян окремо, і їх включали до складу удмуртів. Вони проживають серед удмуртського, татарського та російського населення в 41 населеному пункті, де становлять основну частину. Крім того, існує 10 сіл, де проживають виключно бесерм'яни.

## Мова
Мова бесерм'ян — діалект удмуртської мови, у фонетиці і лексиці простежується ряд специфічних рис, характерних для тюркських мов. Поширені російська, татарська мови.

## Релігія
Віряни-бесерм'яни — православні християни; народна релігія бесерм'ян дуже близька до народної релігії удмуртів, включаючи також деякі елементи ісламського походження.

## Історія
Московські літописні джерела 13 — 15 століть фіксують народ під назвою бесерм'яни на Волзі і в нижній течії річки Ками, письмові документи XVII століття відзначають бесерм'ян в басейні річки Чіпці, часто називаючи їх «чуваш», пізніше за ними остаточно закріплюється етнонім бесерм'яни. Мабуть, бесерм'яни — група південних удмуртів, що зазнала сильного і тривалого тюркського впливу. До складу бесерм'ян, можливо, влилася якась ранньотюркська група, споріднена чувашам. Вочевидь, у Волзькій Булгарії частина південноудмуртського населення прийняла іслам і стала усвідомлювати себе як щось відмінне від удмуртського етносу й здобула назву «бесерм'ян» (можливо, вихідне «мусульман»). Бесерм'яни втікали від монголо-татар у в'ятські ліси й опинилися в басейні річки Чіпці й відтоді живуть серед північних удмуртів, але зберегли свою південноудмуртську мову.
У червні 1992 Президія Верховної Ради Удмуртської Республіки прийняла ухвалу «Про відновлення історичного імені бесерм'янского народу».

## Побут
Основне традиційне заняття бесерм'ян — землеробство, вирощували озиме жито, ячмінь, овес, льон, коноплі, ріпу, моркву, капусту, огірки, брукву. Помітну роль грало тваринництво. Займалися бортництвом. Були поширені відхожі промисли в основному на сільськогосподарські роботи, візництво.
Основним соціальним інститутом сільських бесерм'ян аж до 1930-х років була сусідська громада. До першої чверті  XX століття у бесерм'ян разом з малою сім'єю існували великі неподілені сім'ї.
Села вуличного планування, розташовувалися на пагорбах поблизу річок. Житло — зрубова (зроблена з колод) хата з двосхилим дахом, холодними сіньми, з критим крильцем; планування близьке удмуртським. Характерна надвірна споруда — двоповерхова, рідше одноповерхова зроблена з колод комора з критою галереєю.

### Національний одяг
Основа традиційного жіночого костюма бесерм'ян — сорочка з полотна тунікоподібного крою (деремо), пишна нагрудною і нарукавною вишивкою, аплікацією, тасьмою, з широким воланом на поділі. У вишивці переважали червоні, сині, оранжеві кольори з вкрапленням зеленого, жовтого; чорний служив для виділення контуру. Носили штани з широким кроком завдовжки до щиколоток, фартух без нагрудника (з нагрудником носили тільки немолоді жінки). Верхній орний одяг у вигляді халата. Характерні нагрудні прикраси, шийні, плічні, з раковин каурі, корал, бісер, монети; браслети, кільця.
Дівочий головний убір — невелика загострена шапочка, прикрашена черепашками каурі, монети, бісер. Головне покривало нареченої робили з червоної тканини, обшивали тасьмою з довгими китицями, що закривають обличчя. Жіночий головний убір: головний рушник з тонкого білого полотна; шоломоподібна шапочка, прикрашена монетами, бісером. Зверху одягається ситцева, атласна або кашемірова хустка. У жіночому одязі бесерм'ян виділяються чуваські елементи. Чоловічий костюм мав багато загального з російським і удмуртським одягом з домотканої пістрі й сукна.

### Національна кухня
Традиційна їжа в основному складалася з продуктів землеробства: хліб, пироги й шаньги з різною начинкою, каші, супи.

## Культура
Найвідомішим поетом є Федотов Михайло Іванович.

### Фольклор
Розвинена обрядова поезія: календарні й сімейно-побутові пісні, казки, загадки. Зберігаються елементи традиційної весільної обрядовості: сватання, викуп воріт і приданого, обдаровування родичів, ходіння за водою, розвішування приданого в хаті, вручення подарунків. Головним святом року було весняне свято плуга.